# أستلي كوبر
السير أستلي باستون كوبر (بالإنجليزية: Astley Paston Cooper)‏ ـ (23 أغسطس 1768 ـ 12 فبراير 1841) هو جراح وعالم تشريح إنجليزي، له إسهامات ذات قيمة تاريخية في كل من طب الأذن وجراحة الأوعية وتشريح وعلم أمراض الغدد الثديية والخصيتين، وجراحة الفتق.

## روابط خارجية
- أستلي كوبر على موقع الموسوعة البريطانية (الإنجليزية)